# Marmota sibirica
Espèce
Statut de conservation UICN

 EN A2ad : En danger
La marmotte de Sibérie (Marmota sibirica) est une espèce de marmotte (mammifère fouisseur de l'ordre des rongeurs) que l'on trouve dans les steppes en Sibérie, en Mongolie et dans le nord-est de la Chine. Elle est spécialement protégée dans la réserve naturelle de Daourie.